# Archidiocèse de la Paraíba
L'archidiocèse de la Paraíba (en latin, Archidioecesis Parahybensis) est une circonscription ecclésiastique de l'Église catholique au Brésil.
Son siège se situe dans la ville de João Pessoa, capitale de l'État de la Paraíba.

## Liste d'évêques et archevêques
- Adauctus Aurélio de Miranda Henriques † (1894 - 1935)
- Moisés Ferreira Coelho † (1935- 1959)
- Mário de Miranda Villas-Boas † (1959 - 1965)
- José Maria Pires † (1965 - 1995)
- Marcelo Pinto Carvalheria † (1995 - 2004)
- Aldo Di Cillo Pagotto (pt), S.S.S. (2004 - 2016)
  - Genival Saraiva de França (2016 - 2017) (administrateur)
- Manoel Delson Pedreira da Cruz (pt), O.F.M.Cap., 8 mars 2017 -